# Messier 106
Messier 106, også kaldet NGC 4258, er en spiralgalakse i en afstand af 23,7 mio. lysår fra Jorden i stjernebilledet Jagthundene.